# الحفير (بعلبك)
الحفير أو حفير إحدى القرى اللبنانية من قرى قضاء بعلبك في محافظة بعلبك الهرمل.